# Leoni
ТОВ «Леоні Ваерінг Системс УА ГмБХ» — німецький завод «Леоні» в Україні (засноване на повній власності концерну «Leoni AG» (Нюрнберг,  Німеччина)), що розташований в селі Нежухів Стрийського району Львівської області і працює з 15 липня 2003 року. Завод, який було збудовано за рекордно короткий час — 11 місяців, виготовляє електричні кабельні мережі для авто Дженерал Моторз (комплектуються автомобілі «Опель-Астра» і «Опель-Зафіра»), Порше (моделі «Бокстер», «Каррера 911», «Кайен»), Даймлер Клрайслер, Ламборджині, БМВ, Фольксваген («Гольф», «Джетта», «Туран»), Ауді, Хонда. Комплектуючі поступають здебільшого з Німеччини, Франції, Іспанії, Великої Британії, тоді як готова продукція відправляється до Німеччини, Бельгії, Великої Британії, Польщі.
17 січня 2002 у Львові відбулася презентація інвестиційного проекту за участю німецької фірми "Leoni AG".
Завод розпочав роботу з трьома сотнями працівників. Керівництво компанії налаштовувалося на те, що в Україні через високий рівень безробіття відбою не буде від тих, хто бажає працювати на новому заводі. Однак, кількість охочих працювати на українському заводі німецького концерну «Leoni» у місті Стрию була меншою, ніж очікувалося, що стало для керівництва справжньою несподіванкою. Перша зарплата становила, у середньому, до 200 гривень. Середня зарплата для робітників в 2008 році становить 1000 гривень на місяць при праці у вихідні дні та зобов'язані виконувати 110 % норми. Станом на 2009 рік щомісячна заробітна плата при праці на конвеєрі становить 1500 гривень плюс премія 500 гривень при виконнанні норми на 110 % і при умові відсутності браку. Станом на 2011 рік на заводі працює 5 600 працівників. Станом на серпень 2012 року на заводі працювало близько 5 500 чоловік. За працівниками постійно наглядають. Завод має 34 власні автобуси, якими доставляє працівників, мешканців Стрийського, Дрогобицького, Жидачівського, Миколаївського, Сколівського районів Львівської області, Долинського району Івано-Франківської області, міст Борислава, Львова та Моршина. Завод пропонує часткове безплатне гаряче харчування в їдальні заводу.
Станом на 2014 рік завод переробляє 600 тонн міді щотижня.
Загальна площа підприємства складає 65 000 м2 з виробничими площами 48 000 м2, офісними, побутовими приміщеннями, їдальнею, роздягальнею, душовими і туалетами (загалом у власності підприємства територія площею 132 000 м2).
Станом на 2011 рік завод «Леоні» єдиний в Україні, на території якого є власний митний склад.
ТзОВ «ЛЕОНІ ВаерінгСистемс УА ГмБХ» (м. Стрий) залишається одним із найбільших (за капіталовкладенням та рівнем виробництва) підприємств з іноземними інвестиціями на території Львівщини — було інвестовано понад 65 млн. євро. Товариство з обмеженою відповідальністю "Леоні Ваерінг Системс" є підприємством з іноземними інвестиціями з 100-відсотковою часткою закордонного інвестора, а саме концерну Leoni.

## Скандальні випадки
- В 2006 році на заводі стався конфлікт через надбавки за різні види робіт, які  обурили робітників, оскільки це спричинило велику різницю в заробітній платі між різними відділами виробництва. Голова Об’єднання профспілок Львівщини Роман Дацко пояснював журналістам, що таких конфліктів можна було б уникнути, якби на «Леоні» була профспілка, яка захищала б інтереси працівників. За його словами, представникам галузевих профспілок не вдається успішно контактувати з керівництвом заводу з цього питання, хоча все-таки зрушення є.

- У 2008 році на заводі мали місце масові акції непокори працівників, які вимагали покращити умови праці та заробітну плату.[6] Середня зарплата для робітників в цьому році становить 1000 гривень на місяць при праці у вихідні дні та зобов'язані виконувати 110 % норми.[6]

- З 17 по 20 травня 2013 року у лікарні Львівщини з ознаками харчового отруєння (заступник начальника головного управління Держсанепідслужби у Львівській області Олег Когут зазначив, що лабораторно підтверджений сальмонельоз) госпіталізували 22 (25[11][12]) особи, які напередодні харчувались у їдальні підприємства.[13] Загалом, у 17 постраждалих було встановлено діагноз сальмонельоз, у 8 — гостра кишкова інфекція.[11] До спалаху інфекції на підприємстві "Леоні" на Львівщині спричинився підприємець з Ужгорода.[14] За фактом масового отруєння людей відкрито кримінальне провадження за ч. 1 ст. 325 Кримінального кодексу України (порушення правил боротьби з епідеміями).[11]